# Markhamia lutea
Markhamia lutea é uma espécie de árvore da família Bignoniaceae e nativa da África. É encontrada na Etiópia, Quênia, Tanzânia, Uganda e Ruanda.